# Ben Platt
Benjamin Schiff Platt (24 de setembro de 1993) é um ator e cantor dos Estados Unidos. Ele é conhecido principalmente por seu trabalho na Broadway como o personagem-título em Dear Evan Hansen e como Elder Arnold Cunningham em The Book of Mormon. Ele também é conhecido por seu papel como Benji Applebaum nos filmes musicais Pitch Perfect e Pitch Perfect 2. Atualmente, Ben estrela a série da Netflix criada por Ryan Murphy The Politician, pelo qual foi indicado ao Globo de Ouro de melhor ator em série de comédia ou musical.

## Primeiros anos e educação
Platt nasceu em Los Angeles, Califórnia, o quarto de cinco filhos de Julie Beren e Marc Platt. Seu pai é um produtor de cinema, televisão e teatro, cujos créditos incluem o musical Wicked. Sua família é judia.
Platt frequentou a Navarro College em Corsicana, Texas e posteriormente a Harvard-Westlake School em Los Angeles, formando-se em 2011. Ele foi aceito na Universidade de Columbia em Nova York, mas suspendeu sua educação universitária temporariamente até completar seu contrato com The Book of Mormon. Posteriormente, ele frequentou a escola e tornou-se membro do grupo musical do campus, "Nonsequitur A Cappella".

## Vida pessoal
Platt é abertamente gay; ele se assumiu para sua família quando tinha 12 anos, e publicamente em 2019, antes do lançamento de sua música "Ease My Mind". Em maio de 2020, Noah Galvin anunciou que está namorando Platt.

## Carreira

### 2002–2014: Trabalho inicial em palco eThe Book of Mormon
Aos 9 anos, Platt interpretou Winthrop Paroo em The Music Man no Hollywood Bowl ao lado de Kristin Chenoweth. Aos 11, ele apareceu em uma breve turnê nacional de Caroline, or Change, de Jeanine Tesori e Tony Kushner. Aos 17, ele interpretou Jean Valjean na produção de Les Misérables no Kidz Theatre. Seus outros papéis iniciais incluem o papel de Claude Bukowski em Hair: The American Tribal Love-Rock Musical, produzido pela Universidade de Columbia. Ele também colaborou em um workshop de Alice by Heart, de Duncan Sheik e Steven Sater, uma nova abordagem de Alice in Wonderland
Em 2012, Platt foi escalado como o Elder Arnold Cunningham na produção de Chicago de The Book of Mormon. O show estreou no Bank of America Theatre em 19 de dezembro de 2012, após uma semana de prévias. A produção foi bem recebida e encerrada em 6 de outubro de 2013. Os críticos elogiaram o desempenho de Platt, chamando-o de uma "verdadeira revelação nesta nova produção de Chicago... Ele realmente se inclina para essa parte, se lançando lá com o abandono da juventude". Platt mais tarde reprisou seu papel como Elder Cunningham na Broadway no Eugene O'Neill Theatre de 7 de janeiro de 2014 a 6 de janeiro de 2015.

### 2015–2017: Carreira cinematográfica eDear Evan Hansen
Em 2012, Platt teve um papel coadjuvante na comédia musical Pitch Perfect, vagamente baseada no livro de não ficção Pitch Perfect: The Quest for Collegiate A Cappella Glory. Platt interpretou o amante de magia Benji Applebaum, ao lado de um elenco composto por Anna Kendrick, Skylar Astin, Rebel Wilson, Adam DeVine, Anna Camp e Brittany Snow. O filme emergiu como um grande sucesso comercial e recebeu críticas positivas da maioria dos críticos. Ele foi posteriormente indicado ao Teen Choice Awards na categoria "Choice Movie: Male Scene Stealer" por seu trabalho. Em 2015, Platt reprisou seu papel como Benji Applebaum na sequência, Pitch Perfect 2. Desde então, ele fez aparições em filmes em Ricki and the Flash e Billy Lynn's Long Halftime Walk .
Platt se vinculou ao então Intitulado Projeto P&P, de Steven Levenson e Pasek e Paul, em 2014, participando das primeiras leituras e workshops. Em 2015, o musical, intitulado Dear Evan Hansen, tinha começado a produção em Washington, D.C. no Arena Stage com Platt originando o papel titular. O show estreou em 9 de julho de 2015 e encerrado em 23 de agosto de 2015. A esmagadora recepção positiva em relação à produção e ao desempenho de Platt resultou na transferência do show para a Off-Broadway.
Em 2016, Platt reprisou o papel de Evan Hansen no Second Stage Theatre. Platt e o elenco fizeram um mês de prévias, começando em 26 de março de 2016, antes de estrear em 1 de maio de 2016. O engajamento limitado esgotou toda a sua execução, com Platt fazendo sua última apresentação em 26 de maio de 2016.

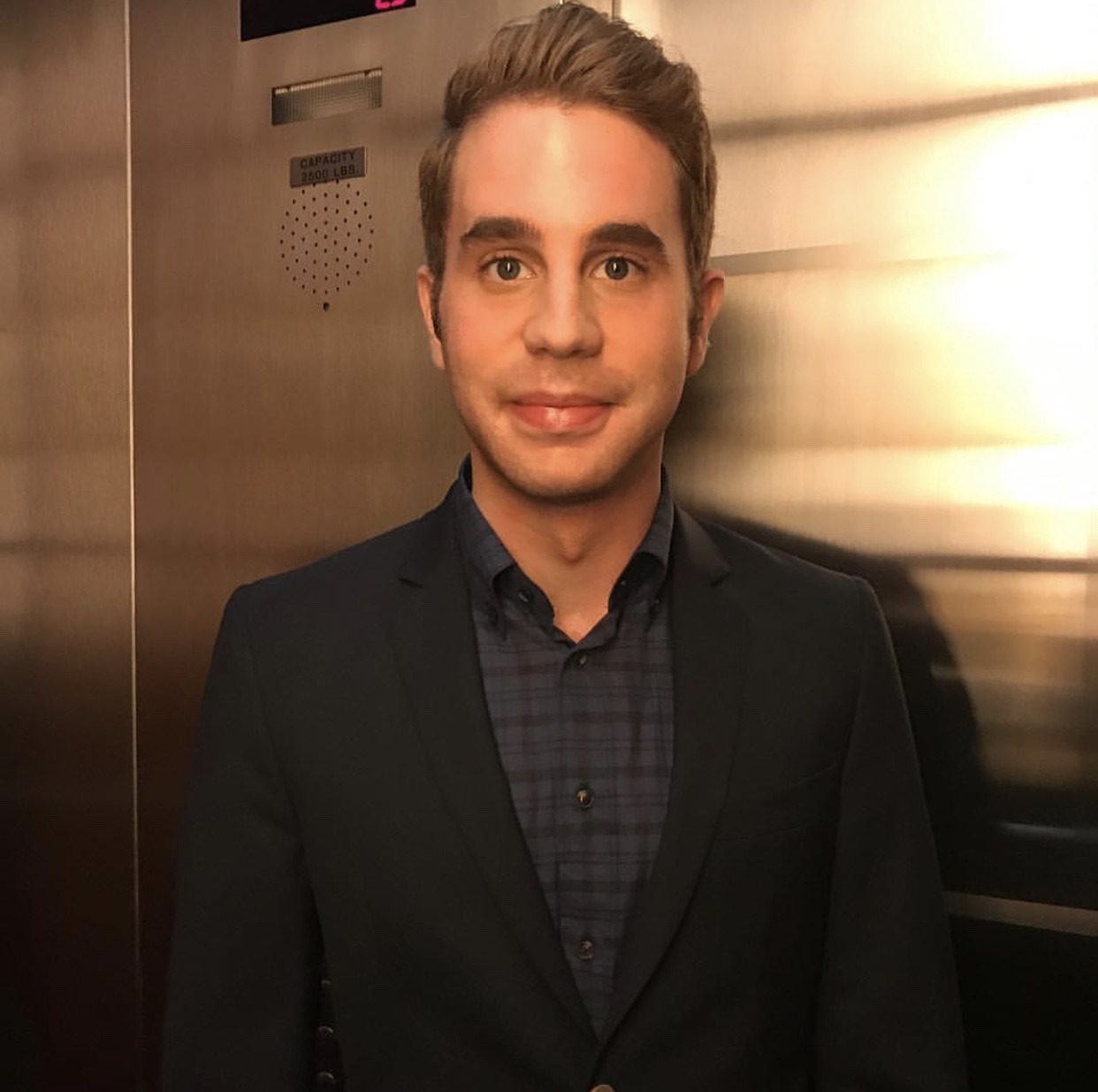
Ben Platt em 2017

Em dezembro de 2016, Platt mais uma vez reprisou o papel-título em Dear Evan Hansen na Broadway no Music Box Theatre. A crítica saudou seu trabalho, chamando-o de "histórico" e "uma das maiores performances masculinas já vistas em um musical". Por sua atuação, Platt ganhou vários prêmios, incluindo o Tony Award de Melhor Ator em Musical. Platt fez sua última apresentação em 19 de novembro de 2017.
Em 29 de novembro de 2018, foi anunciado que a Universal Pictures e o pai de Platt, Marc Platt, garantiram os direitos do musical para um filme. Em 18 de junho de 2020, Platt confirmou que iria repetir seu papel como Evan Hansen no filme, que será dirigido por Stephen Chbosky a partir de um roteiro de Levenson.

### 2017 – presente: Música eThe Politician
Em 2017, Platt assinou um contrato com a Atlantic Records. Em 28 de janeiro de 2018, ele cantou "Somewhere", de Leonard Bernstein, ao vivo no 60º Grammy Awards, acompanhado por Justin Goldner e Adele Stein com os arranjos de Alex Lacamoire.
Em 19 de março de 2018, Platt e o criador de Hamilton, Lin-Manuel Miranda, lançaram "Found/Tonight", um mashup da música de Hamilton "The Story of Tonight" e da música de Dear Evan Hansen "You Will Be Found". Platt doou uma parte dos lucros para apoiar a iniciativa antiviolência armada, March for Our Lives, e também se apresentou no palco com Miranda no comício em Washington, D.C. em 24 de março de 2018. Platt contracenou com Damian Lewis, Nina Dobrev e Mena Massoud no thriller de ficção histórica de Rob Ford, Run This Town. O casting de Platt causou uma pequena controvérsia, devido às alegações de que os cineastas estavam se apropriando da história da repórter Robyn Doolittle.
Em janeiro de 2019, Platt anunciou que seu primeiro álbum de estúdio, Sing to Me Instead, estava programado para ser lançado em 29 de março de 2019. Ele foi disponibilizado para pré-encomenda, junto com as canções "Bad Habit" e "Ease My Mind" alguns dias depois. Após o lançamento de seu álbum de estreia, Platt embarcou em sua primeira turnê norte-americana em maio de 2019. A turnê terminou em 29 de setembro de 2019 no Radio City Music Hall em Nova York, no qual o show foi gravado para lançamento na Netflix. Platt lançou um novo single "Rain" em 23 de agosto de 2019, seguido por um videoclipe em 10 de setembro de 2019. Em 21 de abril de 2020, Platt revelou no Instagram que a gravação de seu show no Radio City, na forma de um especial de TV intitulado Ben Platt Live do Radio City Music Hall, seria lançado na Netflix em 20 de maio de 2020.
Em 29 de agosto de 2019, foi anunciado que Platt estrelaria a adaptação cinematográfica de Richard Linklater, Merrily We Roll Along, ao lado de Beanie Feldstein e Blake Jenner. O projeto está previsto para ser rodado ao longo de vinte anos, com a fotografia principal da primeira sequência do filme já concluída antes do anúncio.
Platt atualmente estrela como Payton Hobart na série dramática de comédia da Netflix, The Politician. O casting de Platt foi anunciado em março de 2018, e a série estreou em 27 de setembro de 2019. Ele recebeu uma indicação ao Globo de Ouro de Melhor Ator - Série Musical ou Comédia de Televisão por sua atuação na primeira temporada da série.
Platt lançou um novo single, "So Will I", em 8 de maio de 2020. Em 20 de maio de 2020, Platt lançou Sing To Me Instead (Deluxe), que inclui "So Will I", "Rain" e seis canções gravadas ao vivo no Radio City Music Hall, incluindo versões cover de "The Joke", de Brandi Carlile, e "Take Me to the Pilot", de Elton John.
Em 8 de junho de 2020, Platt lançou "Everything I Did to Get to You", um novo single escrito por David Davis, que ele escolheu como vencedor de seu episódio de Songland, da NBC.
Em 2 e março de 2021, Platt foi confirmado para a adaptação do livro de Grant Ginder The People We Hate At The Wedding, com direção de Claire Scanlon e elenco formado por Allison Janney e Annie Murphy.

## Filmografia

### Cinema
| Ano  | Título                                    | Papel           | Notas             |
| ---- | ----------------------------------------- | --------------- | ----------------- |
| 2006 | Red Riding Hood                           | Escoteiro #1    |                   |
| 2012 | Pitch Perfect                             | Benji Applebaum |                   |
| 2015 | Pitch Perfect 2                           | Benji Applebaum |                   |
| 2015 | Ricki and the Flash                       | Daniel          |                   |
| 2016 | Billy Lynn's Long Halftime Walk           | Josh            |                   |
| 2017 | The Female Brain                          | Joel            |                   |
| 2019 | Drunk Parents                             | Jason Johnson   |                   |
| 2019 | Run This Town                             | Bram            |                   |
| 2020 | Ben Platt Live from Radio City Music Hall | Ele mesmo       | Filme de concerto |
| 2020 | Theater Camp                              | Angelo Bassett  | Curta-metragem    |
| 2021 | Broken Diamonds                           | Scott           |                   |
| 2021 | Dear Evan Hansen                          | Evan Hansen     |                   |
| 2022 | The People We Hate At The Wedding         | Paul            |                   |
| 2023 | Theater Camp                              | Amos Klobuchar  |                   |
| 2024 | Chow                                      | Mike            | Curta-metragem    |

### Televisão
| Ano       | Título             | Papel          | Notas                                               |
| --------- | ------------------ | -------------- | --------------------------------------------------- |
| 2017      | Will & Grace       | Blake          | Episódio: "Who's Your Daddy"                        |
| 2019-2020 | The Politician     | Payton Hobart  | 15 episódios                                        |
| 2020      | The Simpsons       | Blake          | Episódio: "Three Dreams Denied"                     |
| 2021      | The Premise        | Ethan Streiber | Episódio: "Social Justice Sex Tape"                 |
| 2023      | The Other Two      | Ele mesmo      | Episódio: "Brooke Hosts a Night of Undeniable Good" |
| 2023      | Teenage Euthanasia | Phineas        | Episódio: "Sexually Educated"                       |

## Teatro
| Datas                                           | Produção                                       | Papel                   | Locação               | Categoria                          |
| ----------------------------------------------- | ---------------------------------------------- | ----------------------- | --------------------- | ---------------------------------- |
| 11 de dezembro de 2012–6 de outubro de 2013     | The Book of Mormon                             | Elder Arnold Cunningham | Teatro PrivateBank    | Chicago                            |
| 7 de janeiro de 2014–4 de janeiro de 2015       | The Book of Mormon                             | Elder Arnold Cunningham | Teatro Eugene O'Neill | Broadway                           |
| 21 de fevereiro de 2016–22 de fevereiro de 2016 | The Secret Garden Concerto do 25.º Aniversário | Dickon                  | David Geffen Hall     | Off-Broadway                       |
| 10 de julho de 2015–23 de agosto de 2015        | Dear Evan Hansen                               | Evan Hansen             | Arena Stage           | Washington, D.C. (Estreia Mundial) |
| 26 de março de 2016–29 de maio de 2016          | Dear Evan Hansen                               | Evan Hansen             | Teatro Second Stage   | Off-Broadway                       |
| 14 de novembro de 2016–2017                     | Dear Evan Hansen                               | Evan Hansen             | Teatro Music Box      | Broadway                           |

## Prêmios e indicações
| Ano  | Premiação                   | Categoria                                      | Trabalho                                              | Resultado |
| ---- | --------------------------- | ---------------------------------------------- | ----------------------------------------------------- | --------- |
| 2013 | Prêmios Teen Choice         | Ladrão de Cena                                 | Pitch Perfect                                         | Indicado  |
| 2016 | Prêmio Drama League         | Performance Diferenciada                       | Dear Evan Hansen                                      | Indicado  |
| 2016 | Prêmio Outer Critics Circle | Melhor Ator Principal em um Musical            | Dear Evan Hansen                                      | Indicado  |
| 2016 | Prêmio Obie                 | Performance Diferenciada de um Ator            | Dear Evan Hansen                                      | Venceu    |
| 2017 | Prêmio Tony                 | Melhor Ator em um Musical                      | Dear Evan Hansen                                      | Venceu    |
| 2017 | Prêmio Drama League         | Performance Diferenciada                       | Dear Evan Hansen                                      | Venceu    |
| 2017 | Prêmios Lucille Lortel      | Melhor Ator Principal em um Musical            | Dear Evan Hansen                                      | Venceu    |
| 2018 | Daytime Emmy Award          | - Melhor desempenho musical em programa diurno | Performance de "You Will Be Found" no Today Show, NBC | Venceu    |
| 2018 | Grammy Awards               | Best Musical Theater Album                     | "Dear Evan Hansen" original Broadway cast recording   | Venceu    |
| 2019 | Globo de Ouro               | Melhor ator em uma série musical ou comédia    | The Politician                                        | Indicado  |